# Bruno Bitter
Gustav Bruno Maria Bitter SJ (* 14. Oktober 1898 in Kiel; † 21. Januar 1988 in Tokio) war ein deutscher Jesuit.

## Leben
Bruno Bitter war ein Sohn des Juristen und späteren Reichstagsabgeordneten Franz Bitter. Er trat am 7. Februar 1920 in ’s-Heerenberg den Jesuiten bei, empfing die Priesterweihe am 28. August 1927 in Valkenburg aan de Geul und legte die letzten Gelübde am 15. August 1937 ab.
Seit 1928 war Bitter als Missionsprokurator für die Mission der deutschen Jesuiten in Japan und die von ihnen gegründete Sophia University tätig, zunächst von Köln aus. Seine Hauptaufgabe war, Spenden für einen Neubau der vom Erdbeben 1923 schwer getroffenen Universität zu sammeln. Dafür reiste er auch mehrfach in die USA. Zur Unterstützung der Spendenaktion gab Bitter ab 1928 die Zeitschrift Aus dem Land der aufgehenden Sonne: Nachrichten der Jesuiten aus Japan heraus. Der Neubau konnte 1932 eingeweiht werden.
1934 übersiedelte Bitter ganz nach Tokio. Von 1934 bis 1949 war er Finanzdirektor der Sophia-Universität und in den Jahren 1942 bis 1948 Rektor der Jesuiten-Gemeinschaft an der Universität. Nach der Besetzung Japans durch US-Truppen 1945 war Bitter Vertreter des Apostolischen Delegaten Paolo Marella bei General Douglas McArthur und als Diplomat bei dem „Supreme Commander of the Allied Forces“ (SCAT) akkreditiert. Bitter erreichte, dass die deutschen Jesuiten in Japan bleiben konnten. Er betrieb den Wiederaufbau der Universität mit westlichen Spendengeldern und der Unterstützung der amerikanischen Besatzer, die die christlichen Missionen und Bildungsinstitutionen als wesentliche Unterstützer im Kampf gegen den Kommunismus ansahen. im Herbst 1945 wurde er zusammen mit dem Maryknoll-Missionar Patrick James Byrne von General McArthur konsultiert, als es um die Zukunft des Yasukuni-Schreins ging. Daraus entstand später die Legende, Bitter habe den Schrein vor der Zerstörung durch die US-Truppen gerettet.
1953 erhielt er das Große Verdienstkreuz des Verdienstordens der Bundesrepublik Deutschland.